# Formiciinae
Formiciinae este o subfamilie dispărută de furnici cunoscută depozite din Eocen din Europa și America de Nord.

## Genuri
- Formiciinae Lutz, 1986
  - Formiciini Lutz, 1986
    - Titanomyrma Archibald, et al., 2011
      - Titanomyrma gigantea (Lutz, 1986)
      - Titanomyrma lubei Archibald, et al., 2011
      - Titanomyrma simillima (Lutz, 1986)

    - Formicium Westwood, 1854 (gen colectiv de grup)
      - Formicium berryi (Carpenter, 1929)
      - Formicium brodiei Westwood, 1854
      - Formicium mirabile (Cockerell, 1920)

## References
1. ↑  Archibald, S. Bruce; Johnson, Kirk R.; Mathewes, Rolf W.; Greenwood, David R. (2011). „Intercontinental dispersal of giant thermophilic ants across the Arctic during early Eocene hyperthermals”. Proceedings of the Royal Society B. 278 (1725): 3679–86. doi:10.1098/rspb.2011.0729. PMC 3203508 . PMID 21543354.